# L'Espoir aux trousses
Pour plus de détails, voir Fiche technique et Distribution.
L'Espoir aux trousses (titre original: 300 mil do nieba) est un film dramatique polonais réalisé par Maciej Dejczer, sorti en 1989. 

## Synopsis
Au cours de la période la plus sombre du régime communiste en Pologne, deux frères de 11 et 14 ans, Jędrek et Grześ, vivent au quotidien les difficultés de leurs parents, miséreux et  tourmentés par les autorités polonaises. Un jour, accompagné d'une camarade de classe, ils décident de se cacher sous un camion afin d’émigrer clandestinement à l'Ouest. Après maintes péripéties sur le trajet, ils échappent à la police et atteignent le Danemark. Ils sont accueillis par des autorités danoises rigides, qui les mettent dans un camp de réfugiés et attendent s'ils décident de les déporter.

## Fiche technique
- Titre en polonais: 300 mil do nieba
- Réalisation : Maciej Dejczer
- Scénario : Cezary Harasimowicz et Maciej Dejczer
- Production : Filmowy Tor
- Producteur :
- Image : Krzysztof Ptak
- Décors : Wojciech Jaworski
- Costumes : Dorota Roqueplo
- Musique : Michał Lorenc
- Son :
- Montage : Jarosław Wołejko
- Directeur de production :
- Langue : polonais, danois
- Format :
- Genre : Film dramatique
- Durée : 105 minutes (1 h 45)
- Dates de sortie : 30 octobre 1989 (Pologne)
- Tout public

## Distribution
Légende : VQ = Version Québécoise
- Wojciech Klata (VQ : Patrick Duplat) : Grzes
- Rafał Zimowski (VQ : Olivier Fontaine) : Jedrek
- Kama Kowalewska (VQ : Camille Cyr-Desmarais) : Elka
- Jadwiga Jankowska-Cieślak : la mère
- Andrzej Mellin (VQ : Luis de Cespedes) : le père
- Adrianna Biedrzyńska (VQ : Élise Bertrand) : la journaliste
- Aleksander Bednarz (VQ : Hubert Fielden) : le professeur
- ??? (VQ : Mario Desmarais) : Zdzisiu
- ??? (VQ : Claudine Chatel) : Barbara

## Autour du film
Malgré le scénario assez rocambolesque, l'histoire est directement inspirée par un fait réel : deux enfants fuyant la Pologne sous un camion en novembre 1985. Ils vivent actuellement en Suède où ils ont obtenu l'asile politique.

## Distinctions
- Meilleur "Young European Film of the Year 1989" (Académie européenne du cinéma)